# 高尾栄司
高尾 栄司（たかお えいじ、1947年6月7日 - ）は、日本のノンフィクション作家。群馬県出身。上智大学を経て、バローダ大学（The Maharaja Sayajirao University of Baroda)、ベナレス大学大学院（Banaras Hindu University）で哲学専攻。
渡英し、オックスフォードの哲学者Jonathan ReeからチュートリアルでL.ヴィトゲンシュタインを学んだ。
帰国後は集英社特派記者、Sterling News Papers（在ムンバイ）東京支局長となり、ヨーロッパ、中近東などを取材。ビートルズの元ドラマー、ピート・ベストをテーマにした『ビートルズになれなかった男』（大宅賞候補作）などで知られる。

## 著書
- 『誰も書かなかったインド「偉大な過去」を背負う民衆の悲喜劇』サンケイ新聞社 1975年
- 『ビートルズになれなかった男』朝日新聞社 1984年、光文社文庫 1992年
- 『国際金融都市 東京が日本をこう変える―香港消滅』徳間書店・トクマブックス（新書判） 1986年
- 『韓国車が日本車を駆逐する日』徳間書店・トクマブックス 1988年
- 『安全国家・日本の終焉―不法就労外国人の脅威』光文社文庫 1992年
- 『黒い民主主義／赤い民主主義―日本人改造の真実』明窓出版 2005年
- 『「天皇の軍隊」を改造せよ―毛沢東の隠された息子たち』原書房 2012年
- 『日本国憲法の真実―偽りの起草者ベアテ・シロタ・ゴードン』幻冬舎 2016年
- 『ドキュメント皇室典範―宮沢俊義と高尾亮一』幻冬舎新書 2019年
- 『日米開戦の真実ー平和はなぜ、誰によって壊されたか』原書房 2022年